# Lijst van spelers van Odds BK
Deze lijst omvat voetballers die bij de Noorse voetbalclub Odds BK (tussen 1994 en 2012 Odd Grenland) spelen of gespeeld hebben. De spelers zijn alfabetisch gerangschikt.

## A
- Alexander Aas
- Jonas Aas
- Paul Addo
- Chukwuma Akabueze
- Jan Amundsen
- Erik Bo Andersen
- Sverre Andersen
- Mattias Andersson
- Edwin van Ankeren
- Árni Arason
- Otto Aulie

## B
- Stefan Bärlin
- Kim Bentsen
- Fredrik Berge
- Niklas Bergseth
- Christian Bjerg
- John Anders Bjørkøy
- Brede Bomhoff
- Nat Borchers
- Bård Borgersen
- Torgeir Børven
- Simen Brenne
- Willy Buer

## C
- Didrik Christensen
- Gunnar Christensen
- Alexander Corovic

## D
- Tarjei Dale
- Fernando De Ornelas
- Ronny Deila
- Filip Delaveris
- Kenneth Dokken

## E
- Sigurd Eek
- Kim Engen
- Marius Enger
- Lars-Kristian Eriksen
- Nils Eriksen
- William Eriksen

## F
- Morten Fevang
- Sveinung Fjelstad
- Christian Flindt-Bjerg

## G
- Ali Gerba
- Thaulow Goberg
- Thomas Grøgaard
- Thoralf Grubbe
- Bjarne Gulbrandsen
- Fredrik Gulsvik
- Einar Gundersen
- Olaf Gundersen
- Niklas Gunnarsson
- Adem Güven

## H
- Steffen Hagen
- André Hansen
- Even Hansen
- Torjus Hansén
- Petter Hanssen
- Per Haraldsen
- Sigurd Haugen
- Peder Henriksen
- Sebastian Henriksson
- Espen Hoff
- Rolf Holmberg
- Erik Holtan
- Olof Hvidén-Watson

## I
- Espen Isaksen

## J
- Per Jacobsen
- Rune Jarstein
- Fredrik Jensen
- Søren Jensen
- Stian Johansen
- Bent Johnsen
- Frode Johnsen
- Tor Johnsen
- Emil Jonassen
- Christopher Joyce

## K
- Geir Karlsen
- Ewald Kihle
- Morten Knutsen
- Tuomo Könönen
- Péter Kovács
- Martinius Kristoffersen
- Snorre Krogsgård

## L
- Vegard Landaas
- Kim Larsen
- Ragnar Larsen
- Magnus Lekven
- Andreas Lie
- Lars Lien
- Qendrim Lipoveci
- Erling Lunde
- Kasper Lunding

## M
- Sami Mahlio
- Erik Midtgarden
- Marcelo Miorando
- Ulf Moen
- Ruberth Morán
- Heinz Müller
- André Muri
- Magnus Myklebust

## N
- Dagfinn Nilsen
- Per Nilsson
- Jan Frode Nornes

## O
- Olivier Occéan
- Ove Ødegaard

## P
- Erik Pedersen
- Ingolf Pedersen
- Ragnar Pedersen
- Zbyněk Pospěch

## R
- Anders Rambekk
- Børge Rannestad
- Elbasan Rashani
- Henry Reinholdt
- Ulf Riis
- Aksel Rød
- Thomas Røed
- Einar Rossbach
- Espen Ruud

## S
- Jone Samuelsen
- Arne Sandstø
- Bengt Sæternes
- Herolind Shala
- Leandro da Silva
- Armin Šistek
- Per Skou
- Jan Gunnar Solli
- Jacob Sørensen
- Håvard Storbæk
- Sven Stray
- Morten Sundli
- Tommy Svindal Larsen

## T
- Somen Tchoyi
- Dag Thomassen
- Ørjan Thygesen
- Trond Toresen

## U
- Bertel Ulrichsen

## V
- Alex Valencia

## W
- Simen Walmann
- George White
- Martin Wiig

Clubs: Aalesunds FK · Alta IF · SK Brann · Bryne FK ·  Fredrikstad FK · FK Haugesund · Hønefoss BK · Kongsvinger IL · Lillestrøm SK · FC Lyn Oslo · Molde FK · Moss FK · Odd Grenland · Rosenborg BK · Stabæk Fotball · IK Start · Strømsgodset IF · Tromsø IL · Vålerenga IF ·  Viking FK

Lijsten van voetballers van Noorse clubs: Aalesunds FK · Alta IF · SK Brann · Bryne FK · Fredrikstad FK · FK Haugesund · Hønefoss BK · Kongsvinger IL · Lillestrøm SK · FC Lyn Oslo · Molde FK · Moss FK · Odd Grenland · Rosenborg BK · Stabæk Fotball · IK Start · Strømsgodset IF · Tromsø IL · Vålerenga IF · Viking FK